# Haelen (gemeente)
Haelen (uitspraakⓘ) is een voormalige gemeente in Limburg (Nederland), die sinds 2007 deel uitmaakt van de fusiegemeente Leudal. De gemeente telde op 1 augustus 2006 9.991 inwoners (bron: CBS) en had een oppervlakte van 28,99 km². De gemeente bestond uit de plaatsen Haelen, en vanaf 1942 Buggenum en Nunhem. In 1991 werd Horn aan Haelen toegevoegd.
Op 1 januari 2007 is de gemeente Haelen samengevoegd met de gemeenten Heythuysen, Hunsel en Roggel en Neer tot een nieuwe gemeente. De vier gemeenten kozen Leudal als naam voor de nieuwe gemeente.

## Kernen
Ten tijde van haar opheffing bestond de gemeente uit de volgende kernen:
- Buggenum
- Haelen
- Horn
- Nunhem

Het gemeentehuis bevond zich te Haelen.